# Насиров, Мустафа Джафар оглы
Мустафа Джафар оглы Насиров (азерб. Mustafa Cəfər oğlu Nəsirov; 1921—2012) — заместитель начальника войск Краснознамённого Закавказского пограничного округа КГБ СССР (1972—1987), первый председатель Республиканского совета ветеранов войны, труда и вооруженных сил (1987), старший советник Министерства национальной безопасности по вопросам границы (1993—1995), председатель постоянной комиссии по вопросам обороны и безопасности Межпарламентской ассамблеи СНГ (1994—1995). Почётный сотрудник госбезопасности (1980), Заслуженный юрист АзССР (1984), Почётный гражданин Дербента (1996). Первый азербайджанец, дослужившийся в пограничных войсках до звания генерал-майора.

## Биография
Родился 25 октября 1921 года в Дербенте. В 1938 году окончил Дербентскую педагогическую школу, в 1940 году — Дагестанский государственный институт учителей. В 1940—1942 работал учителем в сельской школе Сабнова. В 1942 году Насиров после окончания за девять месяцев трёхлетнего курса обучения в Саратовском военном училище пограничных войск, был направлен на службу в Среднеазиатский пограничный округ. В августе того же года был отправлен на учёбу в Саратовское военное училище пограничных войск. После окончания училища служил в войсках НКВД Киргизского пограничного округа. В 1947 году Насиров стал комендантом гарнизонной комендатуры Фрунзе по войскам МВД. С 1948 по 1952 год был слушателем Военного института Министерства государственной безопасности СССР. С 1968 по 1987 Насиров занимал должности заместителя начальника, а затем начальника Оперативного воинского отдела Закавказского пограничного округа КГБ СССР. Входил в состав коллегии КГБ АзССР. В 1987 году Насиров вышел в отставку и был назначен председателем Азербайджанского Республиканского Совета ветеранов войны, труда и Вооружённых Сил СССР. В 1993—1995 работал старшим советником Министерства национальной безопасности Азербайджанской Республики по проблемам границы.
Генерал-майор Насиров скончался 27 мая 2012 года в Баку.

## Память
В честь генерала названа одна из улиц Дербента.